# Revolta de 1924 no Rio Grande do Sul
A revolta de 1924 no Rio Grande do Sul foi deflagrada por militares tenentistas do Exército Brasileiro e caudilhos civis da Aliança Libertadora em 28 – 29 de outubro desse ano. Os civis, dando continuidade à Revolução de 1923, queriam destituir o governador do Rio Grande do Sul, Borges de Medeiros, enquanto os militares eram contra o presidente do Brasil, Artur Bernardes. Após uma série de derrotas, em meados de novembro o último reduto organizado estava em São Luiz Gonzaga. No sul, uma guerrilha continuou até o final do ano. A partir de São Luiz os remanescentes da revolta rumaram para fora do estado, juntando-se a outros tenentistas na Campanha do Paraná e formando a Coluna Miguel Costa-Prestes.
Os “libertadores” eram a oposição à hegemonia do Partido Republicano Rio-Grandense (PRR) na política estadual. Sua aliança com o tenentismo, um movimento de aspirações nacionais, era circunstancial. A autoridade militar dos tenentistas, o general Isidoro Dias Lopes, e o “chefe civil da revolução”, Joaquim Francisco de Assis Brasil, não estavam no Rio Grande do Sul. As operações ficaram a cargo de jovens oficiais treinados na ciência militar, como Juarez Távora, Siqueira Campos e Luís Carlos Prestes, e caudilhos veteranos da tradição gaúcha de combate, como Honório Lemes e Zeca Neto. Seus inimigos também combinavam unidades regulares, os legalistas do Exército e da Brigada Militar, e irregulares, os “provisórios”. Vários políticos do PRR, como Osvaldo Aranha e Flores da Cunha, comandaram forças governistas.
Como em outros conflitos gaúchos, a cavalaria foi amplamente empregada e era normal o exílio temporário dos rebeldes no estrangeiro. As sublevações iniciais foram em Uruguaiana, São Borja, São Luiz e Santo Ângelo. Governadores civis e militares foram instalados nas três primeiras cidades; suas medidas mais polêmicas foram as requisições de bens e dinheiro. Os rebeldes partiram na ofensiva, mas não conseguiram tomar Itaqui, cuja guarnição legalista separava seus territórios. A leste, foram repelidos quando tentaram progredir para Ijuí e Alegrete e sofreram uma grande derrota em Guaçu-Boi, em 9 de novembro. No sul, os caudilhos continuaram uma guerrilha até sua expulsão definitiva para o Uruguai; a última incursão fronteiriça foi em janeiro de 1925.
Na região das Missões, os rebeldes concentraram-se em São Luiz, onde o capitão Luís Carlos Prestes foi designado comandante numa carta do general Isidoro. Os legalistas montaram um “anel de ferro” de sete colunas, em plena superioridade numérica, ao redor da cidade. Prestes teve que escapar do cerco para se unir aos demais rebeldes no Paraná, e no processo, a Coluna Prestes, como seria conhecida, começou a tomar forma e usar sua característica guerra de movimento. O combate em Ramada, em 3 de janeiro, foi o mais violento nessa fase. Ao final do mês os rebeldes adentravam Santa Catarina, e em abril, juntavam-se no Paraná aos remanescentes da revolta em São Paulo. Uma comunidade de exilados manteve-se no exterior, lançando novas revoltas em 1925 e em 1926. Não há consenso sobre o marco inicial da Coluna Prestes (São Paulo, Santo Ângelo, São Luiz ou o Paraná). A memória da revolta no Rio Grande do Sul hoje tem sua comemoração pública mais marcante em Santo Ângelo.

## Antecedentes

### O Rio Grande do Sul e a política nacional
Os governos do Brasil e do Rio Grande do Sul eram respectivamente exercidos por Artur Bernardes e Borges de Medeiros em 1924. A relação entre um e outro, e suas oposições, era complexa. Na eleição presidencial de 1922, Borges apoiou a chapa oposicionista da Reação Republicana contra a candidatura de Bernardes ao governo federal. Inversamente, a oposição gaúcha apoiou Bernardes, vencedor no pleito. Para impedir a posse, oficiais do Exército iniciaram os levantes de julho de 1922. Eles foram rapidamente sufocados, mas inauguraram um movimento de oposição à República Velha, o tenentismo. Novas revoltas continuaram a ser articuladas nos quartéis.
A vitória de Bernardes fragilizou a relação entre o situacionismo federal e o Partido Republicano Rio-Grandense (PRR), hegemônico na política estadual. Os grupos dominantes foram destituídos nos demais estados apoiadores da Reação Republicana (Bahia, Pernambuco e Rio de Janeiro), e a ameaça de intervenção federal pairava no Rio Grande do Sul. Borges reelegeu-se pela quinta vez no final de 1922, mas a oposição, liderada por Joaquim Francisco de Assis Brasil, contestou os resultados e deflagrou uma guerra civil em 1923. Os “assisistas” estavam em desvantagem numérica, mas esperavam apoio federal. Quando ele não veio, viram-se obrigados a negociar a paz. Enquanto isso, em plena guerra civil, o general Isidoro Dias Lopes, futuro comandante da revolta em São Paulo, estava no Rio Grande do Sul contatando líderes da oposição.
O Exército, representado pela 3.ª Região Militar, permaneceu neutro durante o conflito, mas o comando não conseguiu impedir a participação de alguns oficiais e sargentos no movimento. O governo federal ajudou a negociação do Pacto de Pedras Altas, pondo fim ao conflito e proibindo a reeleição nos pleitos futuros.

### A aliança tenentista-libertadora

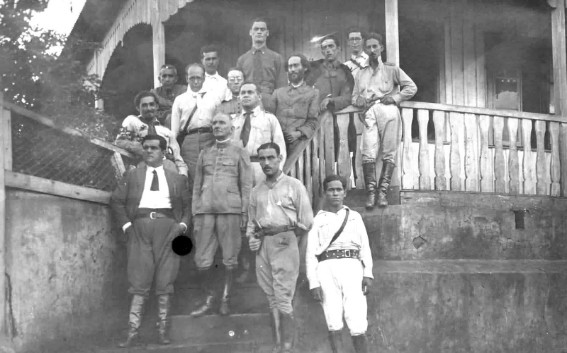
O deputado libertador Batista Luzardo com as lideranças tenentistas no Paraná, 1925

Em janeiro de 1924 a oposição gaúcha uniu-se na Aliança Libertadora para disputar as eleições a deputado federal e senador. Esta chapa era uma aliança heterogênea de três grupos, os integrantes do Partido Federalista, os “democratas” e os dissidentes do PRR. Sua causa comum era revisar a Carta Constitucional Rio-Grandense e quebrar o monopólio de poder de Borges de Medeiros, que consideravam autoritário. No mesmo período, intensificaram-se as conspirações nos quartéis. Os tenentistas planejavam sublevar um grande “arco revolucionário”, do Rio Grande do Sul até São Paulo. A participação de civis gaúchos seria vantajosa, mas não era certa; o Pacto de Pedras Altas poderia mantê-los longe de um novo conflito.
Porém, muitos libertadores desapontaram-se com os termos desse Pacto, pois ele não resultou na saída imediata de Borges do poder. O descontentamento era maior ainda pelo descumprimento de parte do acordado pelos governos estadual e federal. Os libertadores ainda sofriam perseguições, e vários de seus líderes foram levados ao exílio. Desta forma, a crise política estadual não estava encerrada. Para os descontentes, aliar-se aos conspiradores do Exército pode ter sido visto como uma continuidade da luta de 1923. Desde antes da revolta em São Paulo, tenentistas e libertadores já mantinham contato.
A aliança resultante foi circunstancial. Ambos queriam derrubar governantes — os tenentistas, Artur Bernardes, e os libertadores, Borges de Medeiros. Os tenentistas reivindicavam a moralização da política, o voto secreto e outras pautas de dimensão nacional, enquanto os libertadores interessavam-se pela produção agropastoril, o contrabando na fronteira e outras questões estaduais. Isto não impediu Assis Brasil de exercer uma influência ideológica sobre os oficiais tenentistas. O tenentista Juarez Távora acentuou a “identidade de programa quanto a aspirações nacionais entre os revoltados de São Paulo e a oposição gaúcha”. Os partidários do governo, por outro lado, apresentaram os rebeldes como oportunistas, “desordeiros que não aceitavam as derrotas políticas que sofriam”.

### O sul nos planos para São Paulo
O estado era de grande interesse por ter a maior concentração de forças do Exército, reflexo de sua posição na fronteira com a Argentina. O terreno era especialmente favorável à cavalaria; havia três divisões dessa arma e uma de infantaria. Caberia a uma revolta no sul do país distrair o efetivo sediado em Porto Alegre, impedindo que ele reforçasse os legalistas em São Paulo.
Emissários do centro do país, normalmente oficiais com identidades falsas, vinham para costurar a conspiração. O mais notável foi o capitão Juarez Távora. A distância entre as unidades era um entrave. As mensagens só podiam ser entregues em pessoa, pois os Correios eram vigiados pelos legalistas. Santo Ângelo estava a 100 quilômetros de São Luiz Gonzaga, por sua vez, a 120 quilômetros de São Borja. Nem sempre os mensageiros chegavam a tempo. Até no exterior o governo monitorava a conspiração, subornando funcionários dos telégrafos.

### Repercussão da revolta de julho

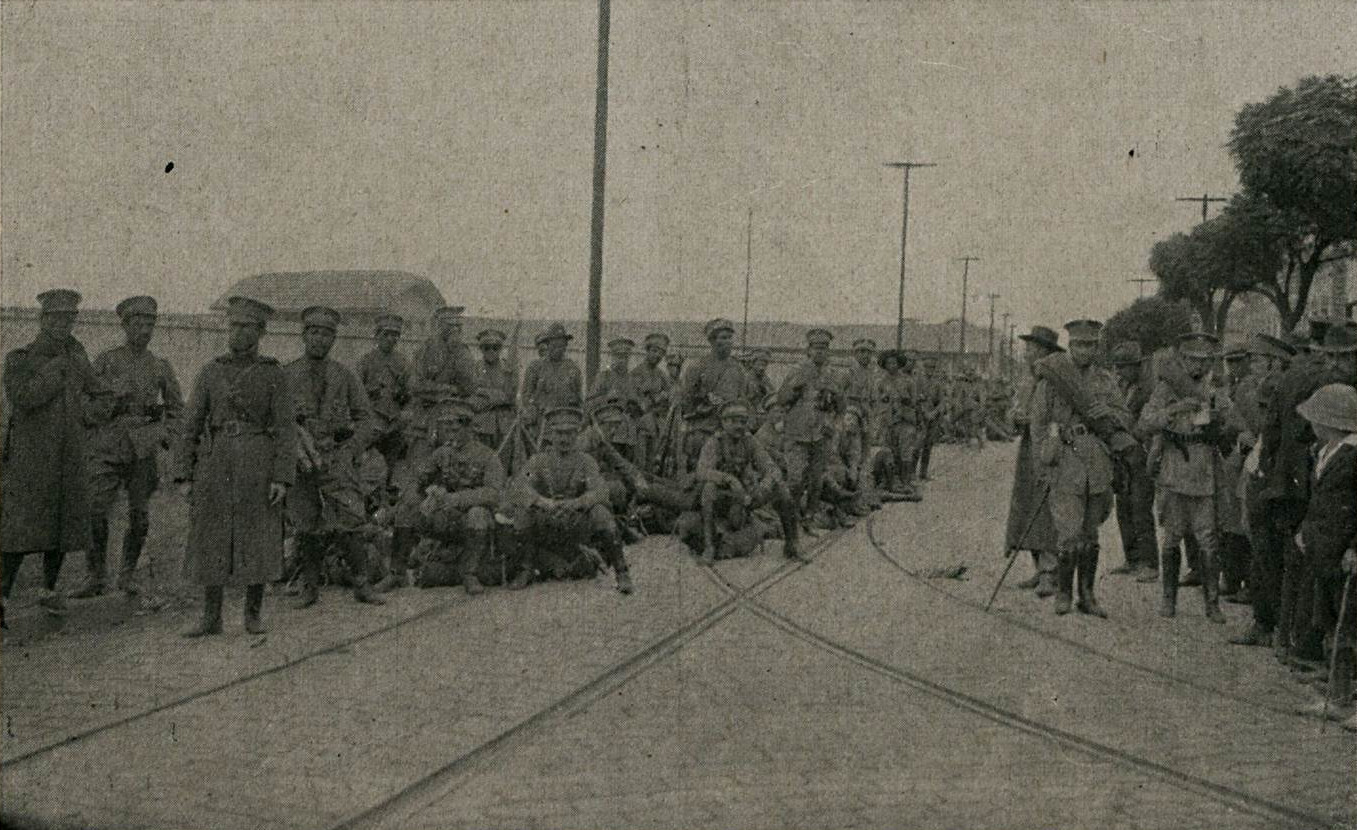
A Brigada Militar do Rio Grande do Sul em operações em São Paulo

O novo levante tenentista, deflagrado em julho de 1924, teve extensão menor do que a esperada, e a princípio limitou-se a São Paulo. Os oficiais comprometidos no Rio Grande do Sul aguardavam a ordem para uma revolta, mas foram pegos de surpresa pelos eventos em São Paulo. Não houve tempo para avisá-los, e o foco dos conspiradores era São Paulo. O conflito deu oportunidade a Borges de Medeiros para se reconciliar com Artur Bernardes, contribuindo batalhões da Brigada Militar ao esforço militar legalista. Esta instituição era um verdadeiro exército estadual, veterano das guerras anteriores em território gaúcho e garantidor do poder do PRR.
Dentro do Rio Grande do Sul, o governo reagiu perseguindo a imprensa oposicionista e antigos revolucionários de 1923. Em público, os políticos da Aliança Libertadora declararam seu apoio a Artur Bernardes. Dentro do grupo, o alinhamento ou não ao situacionismo era controverso. Os libertadores teriam o que ganhar aproximando-se de Artur Bernardes, mas este já estava se reconciliando com Borges de Medeiros, e assim, os descontentamentos com o governo estadual falaram mais alto. Logo após a revolta em São Paulo, Assis Brasil mudou-se de sua residência em Pedras Altas para a o Uruguai, a curta distância da fronteira.
A aliança com os tenentistas, até então considerada inviável, foi selada nos meses seguintes; durante as negociações, destacou-se o deputado aliancista João Batista Luzardo. Assis Brasil, como líder dos libertadores, aceitou a posição de “chefe civil da revolução”, mesmo sem participar de seu planejamento. O general Isidoro valorizou essa adesão, pois seu prestígio político atrairia mais apoio para a revolta. Na linha de frente, as forças oposicionistas seriam representadas por caudilhos como Honório Lemes, Zeca Neto e Leonel Rocha. Boatos sobre essa aliança logo circularam.
Em 13 a 14 de agosto, Assis Brasil reuniu-se com dois representantes dos conspiradores do Exército, marcando um levante conjunto para 7 de setembro. Cinco delegados militares, representantes das guarnições de São Luiz, São Borja, Alegrete, Santana do Livramento, São Gabriel e outros seis municípios, compareceram a uma reunião em Uruguaiana, no dia 23. Eles confirmaram a data e o plano de operações: o primeiro levante seria em Uruguaiana. As unidades da fronteira oeste convergiriam a Santa Maria e dali marchariam a Porto Alegre. No sudeste do estado, o movimento seria para Rio Grande, e no norte, para Marcelino Ramos, controlando o tráfego ferroviário a Santa Catarina. Em 5 de setembro, um sargento em Uruguaiana vazou a data do levante a um colega num momento de bebedeira. Sem envolvimento na conspiração, seu companheiro alertou os superiores. O comando da 3.ª RM instaurou um inquérito policial militar e convocou a Porto Alegre os oficiais mais suspeitos. A data de 7 de setembro teve que ser adiada.

### Coordenação com o Paraná

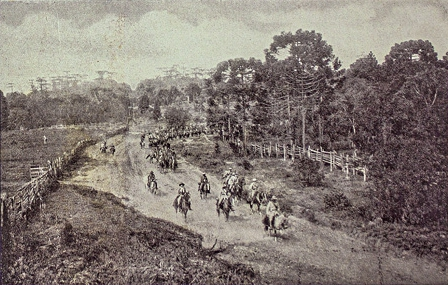
Corpo Auxiliar gaúcho na Campanha do Paraná

O levante em São Paulo não conseguiu defender a capital paulista e se retirou para o interior, por onde os rebeldes se restabeleceram no oeste do Paraná. Em 5 de outubro, agentes de ligação de civis e militares no Rio Grande do Sul encontraram-se com os generais João Francisco e Olinto Mesquita de Vasconcelos em Foz do Iguaçu. Os emissários argumentaram pela viabilidade de uma nova revolta no Rio Grande do Sul, e Juarez Távora, integrante da coluna “paulista”, foi designado para coordená-la. Antônio de Siqueira Campos, veterano do levante de 1922 exilado na Argentina, juntou-se aos preparativos. Sublevar o Rio Grande do Sul era necessário para distrair os legalistas no Paraná. Porém, a decisão foi tomada à revelia do comandante supremo, o general Isidoro, que ainda não chegara a Foz do Iguaçu. No Rio de Janeiro, o deputado libertador Artur Caetano contatou o capitão de mar e guerra Protógenes Guimarães, líder de uma conspiração na Marinha, pensando numa ação conjunta.
Conforme João Alberto Lins de Barros,

...cada guarnição, no temor do primeiro passo, aguardava que a outra se decidisse a agir. Os oficiais jovens estavam prontos para a luta. Mostravam-se, porém, as altas patentes inquietas com o desenrolar dos acontecimentos em São Paulo [...] A situação dos revolucionários, localizados finalmente na região do Iguaçu, agravava-se dia a dia. Era necessário apressar o levante no Rio Grande, a qualquer preço.

O governo federal não confiava no Exército no Rio Grande do Sul, e deixou os arsenais das unidades vazios. Em Buenos Aires, Assis Brasil comprava armas desde o início de outubro, contrabandeando-as, dentro de caixas de frutas, através da fronteira argentina em Paso de los Libres. A data foi marcada para 29 de outubro. No dia 23 a imprensa noticiou a participação de Honório Lemes numa revolta militar iminente. Membros da Aliança Libertadora negaram os boatos.

## Panorama da revolta

### Primeiras sublevações
Hoje, 29 de Outubro, por ordem do General lsidoro Dias Lopes, levantam-se todas as tropas do Exército das guarnições de Santo Ângelo, São Luiz, São Borja, ltaqui, Uruguaiana, Sant'Ana, Alegrete, Dom Pedrito, Jaguarão e Bagé, hoje irmanados pela mesma causa e pelos mesmos ideais levantam-se as forças revolucionárias gaúchas da Palmeira, de Nova Wutemberg, ljuí, São Nicolau, São Luís, São Borja, Santiago e de toda a fronteira até Pelotas e, hoje entram no nosso Estado os chefes revolucionários Honório Lemos e Zeca Neto, tudo de acordo com o grande plano já organizado.
— Manifesto do capitão Luís Carlos Prestes, líder da revolta em Santo Ângelo

Este panorama era muito exagerado. Somente quatro unidades do Exército haviam aderido: o 2.º, 3.º e 5.º Regimentos de Cavalaria Independente, respectivamente sediados em São Borja, São Luiz Gonzaga e Uruguaiana, o 1.º Batalhão Ferroviário, de Santo Ângelo, e mais uma seção do 3.º Grupo de Artilharia a Cavalo, de Alegrete. Entre os civis, Honório Lemos e Zeca Neto cumpriram suas promessas.

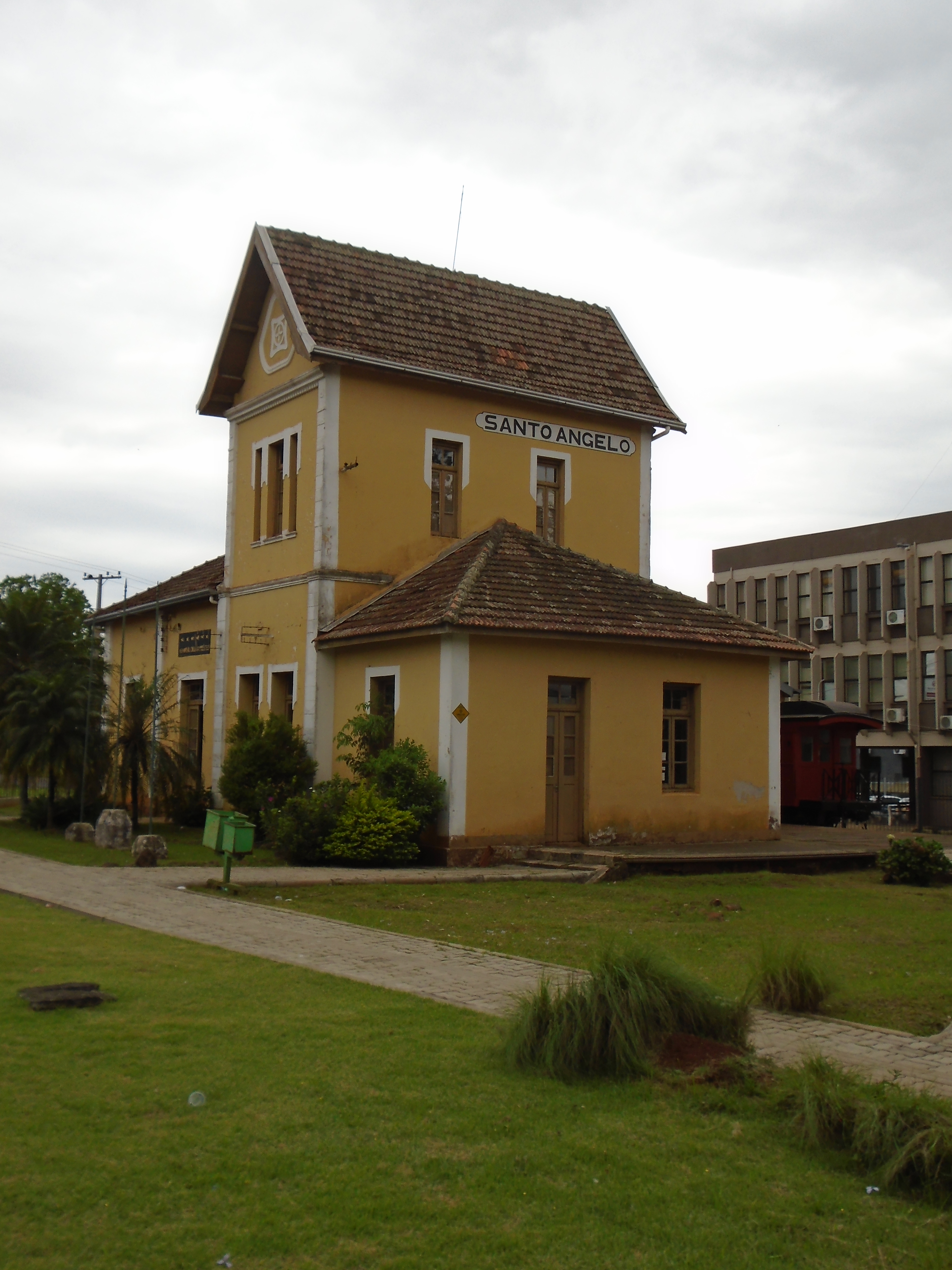
Estação ferroviária de Santo Ângelo

Em Santo Ângelo, a revolta começou na noite de 28 de outubro. O capitão Luís Carlos Prestes e o tenente Mário Portela Fagundes prenderam o comandante do 1.º BF em sua casa e assumiram a unidade com base num telegrama forjado do comandante da Região Militar transferindo o comando a Prestes. Graças a seu prestígio entre os soldados, a adesão foi quase total. Entre os oficiais, somente o capitão médico e os tenentes José Machado Lopes e Hugo Carvalho não quiseram aderir. Os rebeldes cercaram a residência do intendente de Santo Ângelo e apresentaram um ofício requisitando seu armamento e munição, conseguindo assim cerca de 50 fuzis. Muitos civis aderiram ao levante, pois as Missões eram reduto de oposicionistas e dissidentes do PRR.
Os três regimentos de cavalaria estavam sublevados na madrugada de 29 de outubro. Em São Luiz Gonzaga, a revolta foi liderada pelo tenente João Pedro Gay, do 3.° RCI. Por volta das 02h00 da madrugada, patrulhas ocuparam a cidade e cercaram o Hotel Central, onde estava o comandante. A intendência e o telégrafo foram ocupados, estabelecendo contato com as outras revoltas. A cidade era reduto do PRR, sob influência de Pinheiro Machado, mas segundo João Alberto Lins de Barros, não houve resistência local. Isto pode ser atribuído à Aliança Libertadora local, que recebeu armas e cargos de liderança,e aos reforços que depois vieram de Santo Ângelo.
Em Uruguaiana, Juarez Távora cruzou a fronteira argentina na noite anterior, reunindo-se com o coronel oposicionista Áfrico Serpa e outros militares, incluindo o fiscal do 5.° RCI, Ambire Cavalcanti. Honório Lemes chegou no dia seguinte para assumir o comando do movimento. A revolta foi facilitada pela cidade ser um reduto de Batista Luzardo, recebendo, desde o início, a adesão de figuras da elite local.
Um dissidente do PRR, Dinarte Rey Dornelles, participou ativamente em São Borja, acolhendo Siqueira Campos quando este chegou clandestinamente, vindo da Argentina. Com a colaboração do capitão Ruy Zubaran e do tenente Aníbal Benévolo, Siqueira entrou no quartel do 2.° RCI às 20h00 do dia 28, encontrando os praças em forma no pátio. Quando Aníbal Benévolo introduziu o recém-chegado, o êxtase foi generalizado. Às 02h00 da madrugada uma tropa já seguia para ocupar o centro da cidade.
De Santana do Livramento, sede do 7.º RCI, numerosos oficiais pediram ajuda aos revoltosos, pois estavam com ordem de embarque, mas queriam aderir ao movimento. Em resposta, agentes cortaram a linha telegráfica para Rosário do Sul em 1.º de novembro e transmitiram a Livramento a notícia da destruição de vários trechos da ferrovia, sustando o embarque. Este grupo de revoltosos foi ao Caverá, onde estava grande parte do armamento oculto desde 1923. Vários grupos de libertadores, reunidos em 6 de novembro, estavam em armas na região, travando alguns combates com os legalistas.

### Administração do território ocupado
Os revoltosos nomearam dois “governadores”, um militar e um civil, em Uruguaiana, São Borja e São Luiz Gonzaga. O manifesto publicado em Uruguaiana esclareceu as funções do governador militar (Juarez Távora): a “organização do serviço de policiamento e de segurança da cidade, a convocação dos reservistas, organização de unidades e contingentes, superintendência do serviço de requisições, organização de tribunais marciais e todas as medidas de caráter militar”. Foram afastados de seus cargos o intendente, vice-intendente, conselheiros municipais, delegado de polícia, subintendentes distritais, subdelegados de polícia e os administradores do mercado público e do matadouro.
Tanto em Santo Ângelo quanto em Uruguaiana, os manifestos revolucionários prometeram respeitar a propriedade, manter a ordem pública e não perturbar a população. O de Uruguaiana especificava que “o policiamento da cidade passa a ser feito por voluntários armados sob a fiscalização de um oficial de forma a garantir a todos absoluta tranquilidade. A justiça civil poderá continuar a exercer livremente as suas funções no julgamento dos crimes comuns”. As autoridades policiais, por outro lado, apresentaram os rebeldes como agitadores e subversivos, perpetradores de saques, depredações e assassinatos contra a população.
As medidas mais polêmicas eram as requisições de bens e dinheiro para o esforço de guerra. Em Uruguaiana, por exemplo, as casas de armas tiveram que entregar seus estoques ao governo militar. Os gêneros alimentícios nos armazéns, os automóveis e os animais cargueiros e de sela foram listados e apresentados ao governo pelos seus proprietários. Comerciantes e particulares estavam “estritamente obrigados” a fornecer os bens exigidos pelo governo militar, que seria responsável pela sua posterior restituição ou indenização. As requisições sem autorização do governador militar eram ilegais.
A população nem sempre compreendia ou aceitava as requisições, e às vezes respondia escondendo bens ou resistindo. O comando revolucionário não queria prejudicar deliberadamente a população e tentou impor um processo regularizado, com limites, mas considerando o tamanho da tropa, nem toda ela com uma disciplina firme, ocorreram excessos e violências. A Chefatura de Polícia considerou mesmo o processo burocrático como uma “desculpa formal” para o “saque livre”. As testemunhas no inquérito policial eram sempre apoiadores declarados da legalidade. Ainda assim, até este inquérito reconheceu as punições do comando revolucionário a casos de insubordinação e abusos.

### O exército revolucionário
Assis Brasil, como líder civil, permaneceu asilado no Uruguai, onde o “Comitê Revolucionário” foi instalado na cidade de Rivera. Em território gaúcho, o movimento foi liderado por chefes aliancistas e oficiais do Exército. O choque cultural era gritante. Jovens oficiais, formados em ciência militar na Escola Militar do Realengo, serviam junto a caudilhos veteranos, alguns até analfabetos, mas bem conhecedores do terreno e do povo. Os caudilhos tinham seu próprio estilo de combater, e ignoravam as normas de guerra técnica (como um melhor serviço de segurança e Estado Maior organizado) exigidas pelos oficiais do Exército.
Os próprios caudilhos referiam-se com patentes de oficial, e cada grupo de irregulares era independente e só obedecia a seu chefe, só reconhecendo a superioridade hierárquica de Honório Lemes, único com o título de general. Isto criava dificuldades de comando. Prestes relata ser necessário conversar por horas com cada caudilho, no chimarrão e churrasco, até convencê-lo de uma medida por meio da sugestão.
Honório Lemes ridicularizou Juarez Távora por ser mau cavaleiro. A guerra a cavalo, ainda importante numa época de motorização incipiente, era bem compreendida pelos irregulares gaúchos. Os dois lados apropriavam-se de todos os cavalos que encontravam no caminho, aumentando sua mobilidade e negando as montarias ao inimigo. A vestimenta era tipicamente gaúcha, distinguindo-se pelos lenços e fitas vermelhos, símbolos da revolução. Muitos portavam armamentos obsoletos: garruchas, espingardas e fuzis Comblain e Chassepot. O rifle Winchester, mais recente e muito difundido na área rural, tinha menor alcance e potência. Esta diversidade de armamento dificultava muito o remuniciamento.
As colunas mantinham-se em constante movimento, cortando ligações ferroviárias e telegráficas. As batalhas eram marcadas por cargas de cavalaria, muitas vezes terminando em combate corpo a corpo, com lanças e outras armas brancas. Como típico das guerras gaúchas, a revolta de 1924 foi sangrenta, com vitórias culminadas na degola de feridos e prisioneiros. Estas execuções eram tipicamente acertos de contas pessoais, realizados longe dos olhos dos comandantes. Juarez Távora protestou a Honório Lemes, que proibiu a prática. Outra característica das lutas gaúchas, verificada em 1924, foi o asilo temporário no exterior. Os derrotados eram desarmados, mas viviam em liberdade e voltavam assim que possível.
O decurso da campanha foi mau para os chefes civis. Ainda assim, Juarez Távora e João Alberto Lins de Barros elogiaram o senso tático de Honório Lemes, “o maior conhecedor das estradas, atalhos, passagens de rios e banhados de toda aquela região”. Os oficiais com treinamento formal, e não só os caudilhos, protagonizaram várias derrotas.

### Reação legalista
O maior polo militar do Rio Grande do Sul, Santa Maria, não foi ameaçado pela revolta. A reação legalista foi imediata, liderada por Borges de Medeiros e pelo general Eurico de Andrade Neves, comandante da 3.ª Região Militar. O cônsul americano em Montevidéu estimou em 15 mil homens ou mais o efetivo do Exército disponível para a repressão à revolta, mas para ele, as tropas federais não foram usadas nos combates mais sérios, pois tinham simpatia pelo inimigo. Os militares borgistas partilhavam dessa desconfiança de seus aliados federais. O consulado americano relatou ao Departamento de Estado a chamada de 1.900 homens das Forças Públicas de São Paulo, Minas Gerais e Bahia para Porto Alegre.
A Brigada Militar passou à disposição do general Andrade Neves. Melhor equipada que o Exército no momento da revolta, sua desvantagem era a obrigação de proteger o maior número possível de cidades e conexões telegráficas e ferroviárias, num estado com 70 municípios. Ela estava concentrada em Porto Alegre e na campanha gaúcha, reduto da Aliança Libertadora. Além da tropa regular e de sete Corpos Auxiliares (CAs) ativos, 29 Corpos foram mobilizados. Essas pequenas unidades irregulares, conhecidas como “provisórios”, eram recrutadas entre civis e compostas essencialmente de cavalaria.
O governo federal estendeu o estado de sítio ao Rio Grande do Sul e determinou a censura das notícias sobre a revolta. O Correio do Povo, em protesto à designação de um censor à sua redação, não veiculou nenhuma notícia sobre o movimento de 6 a 27 de novembro. Ainda assim, o jornal referia-se ao movimento como “sedicioso” e “subversivo”, os mesmos termos usados nas notas oficiais do governo. O Paiz, jornal do Rio de Janeiro, só começou a noticiar o movimento em 12 de novembro, sempre com uma postura favorável ao governo.

### Regiões conflagradas

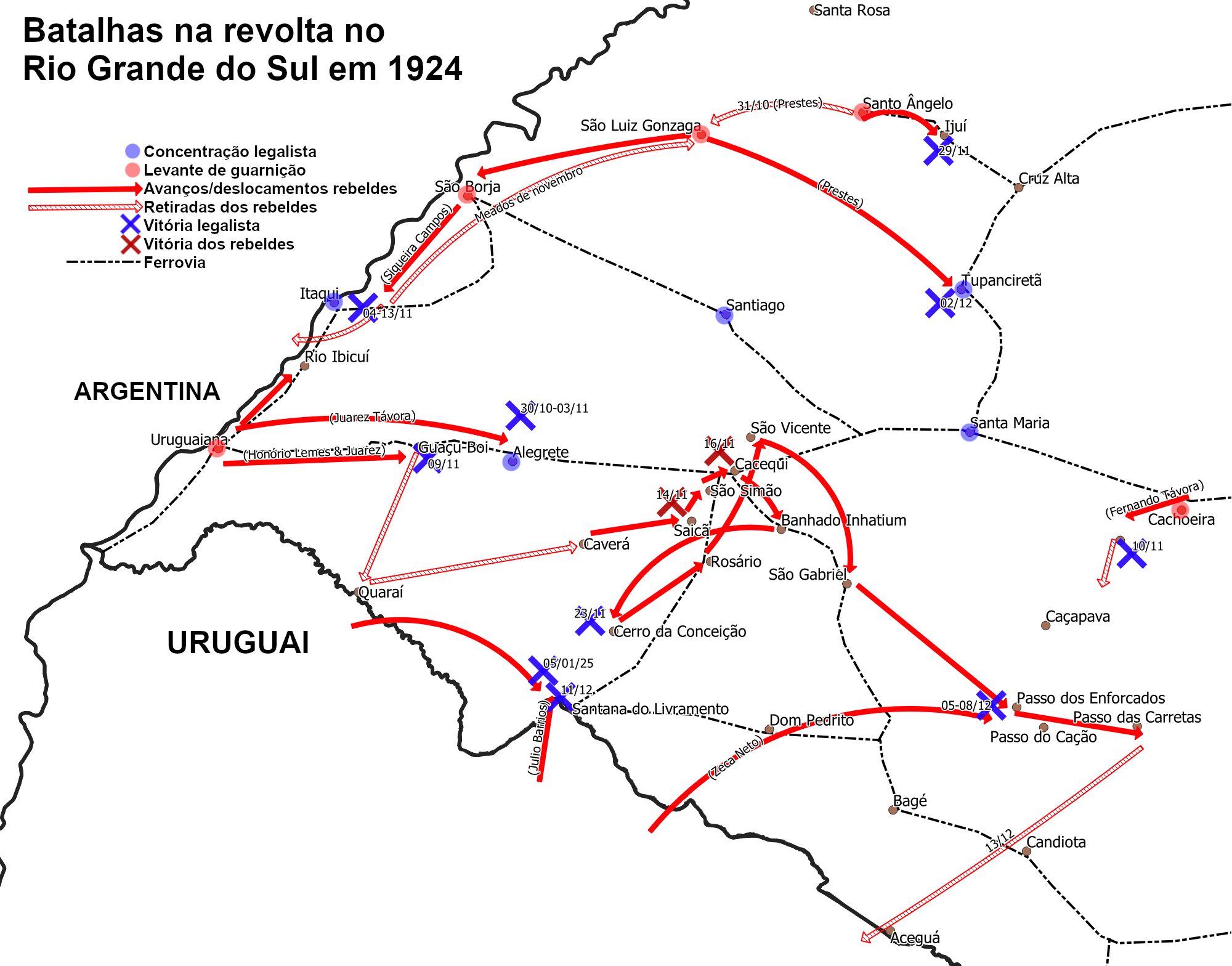
Deslocamentos nos primeiros meses do conflito

Ao final de 29 de outubro, a revolta controlava a margem do rio Uruguai, à exceção de Itaqui. Após uma série de derrotas, em meados de novembro o último reduto organizado era São Luiz Gonzaga. A partir dali, os combates mais importantes desenrolaram-se no noroeste do estado. Enquanto isso, a revolta prolongou-se no sul na forma de uma guerrilha, e de meados de novembro até dezembro fixou alguns efetivos legalistas. Para o historiador Glauco Carneiro, neste período “os chefes civis entretinham-se numa luta inconsequente”. Ao início de 1925, a revolta estava próxima do fim, mas não havia acabado.

## Operações no sul

### Alegrete
Os legalistas de Alegrete pretenderam, ainda em 29 de outubro, destruir a ponte de Capivari, cortando as comunicações ferroviárias com Uruguaiana. O contingente enviado incluía provisórios da Brigada Militar, fiéis ao governo, e uma seção do 2.º Grupo de Artilharia a Cavalo, sob João Alberto Lins de Barros, comprometido com o levante. Quando o trem encontrou um grupo de rebeldes, João Alberto conseguiu desarmar os provisórios e prender seu líder, o tenente Larré. Sua adesão estava concretizada, mas o ataque pretendido a Alegrete só pôde ocorrer na madrugada de 30 de outubro, pois ele teve que esperar a chegada de Juarez Távora com reforços de Uruguaiana.
Alegrete resistiria, pois era reduto do PRR, sob influência de Osvaldo Aranha, e base da 2.ª Divisão de Cavalaria, cujo comandante, o general Firmino Borba, mobilizou o restante do 2.º GACav e o 2.º Corpo Auxiliar. O historiador Glauco Carneiro cita um efetivo pequeno dos atacantes: 180, deixando para trás 50 no trem, mas reforçados por 20 de tenente João Alberto. Hélio Silva quantifica 300 atacantes e 500 defensores do Exército, sem contar os provisórios da Brigada Militar. Os reforços solicitados pelo general ainda não haviam chegado; para o historiador militar Virgílio Muxfeldt, o problema dos rebeldes não era o efetivo inimigo, mas possivelmente sua própria inexperiência e vacilação. Glauco Carneiro, por outro lado, enfatiza o tempo que os defensores tiveram para se preparar.
Os rebeldes atacaram em duas alas, chegando a penetrar na rua principal de Alegrete. O tenente João Alberto deu apoio de artilharia certeiro com um canhão. Após quatro horas de combate, quando a munição esgotou-se, a resistência legalista continuava firme, e o comando dos atacantes ordenou o recuo da ala esquerda. Por má interpretação das ordens, a ala direita julgou que houvesse uma retirada geral, e os atacantes fugiram desordenadamente. João Alberto, cobrindo a retirada, teve que abandonar sua peça de artilharia quando foi contornado pelos flancos pela cavalaria legalista, que degolou os feridos deixados para trás. Com baixas pesadas, os rebeldes passaram pelo rio Ibirocaí e concentraram-se novamente em Uruguaiana.
Juarez Távora ordenou mais um ataque em 3 de novembro, e foi novamente derrotado. O desastre foi usado pelos civis para desacreditar o estilo de guerra dos militares do Exército. Logo após a derrota, Honório de Lemes chegou a Uruguaiana, assumindo o comando da coluna. Juarez Távora ficou como seu chefe de Estado-Maior. Juntos, tinham cerca de 800 libertadores e 200 militares do 5.º RCI. Domingos Meirelles quantifica 3 mil combatentes, dos quais apenas 200 eram militares profissionais; dos irregulares, apenas mil tinham armamento moderno. Junto a eles vinham 5 mil cavalos.

### Guaçu-Boi
Em Alegrete, o general Borba foi reforçado por um destacamento do Exército (elementos do 9.º e 13.º RCIs e uma bateria de artilharia) e outro da Brigada Militar (1.º RC, 2.º Corpo Auxiliar e Corpo de Patriotas, constituindo uma brigada de cavalaria estadual), com os quais avançou contra Uruguaiana. A brigada estadual, sob o coronel Claudino Nunes Pereira, seguiu pela ferrovia. À sua esquerda, o destacamento do Exército, sob o coronel Estevão Taurino de Rezende, acompanhou-a pela rodovia. Já os rebeldes abandonaram Uruguaiana em 5 de novembro e seguiram na direção de Santana do Livramento] onde esperavam a adesão do 7.º RCI. Esta unidade, embora pequena em efetivo, tinha um grande estoque de armas e munição.
A coluna de Honório Lemes passaria primeiro por Quaraí, deslocando-se à noite, por estradas e atalhos desconhecidos, para surpreender o inimigo. Mas segundo João Alberto, não havia profissionalismo militar nesse deslocamento: “ao invés de marcha coberta, evitando demonstrações que pudessem revelar-nos ao inimigo, o general agia despreocupadamente, sem pensar nas forças contrárias que se supunha distantes”. Diversas fontes concordam, atribuindo a segurança falha ao componente civil da coluna. Muxfeldt, entretanto, nota que os militares do 5.º RCI eram os encarregados da segurança da coluna. Segundo Juarez Távora, a ordem não chegou ao comandante do regimento, e outras fontes afirmam que ele desertou.
A vanguarda da brigada estadual era liderada pelo deputado Flores da Cunha, veterano de 1923. A direção da coluna rebelde foi percebida em 7 de novembro. Os legalistas também se deslocavam despreocupadamente. Mas ao acaso, marcharam mais rápido, despertaram mais cedo e detectaram seu inimigo com antecedência. À meia-noite do dia 8, Flores da Cunha informou ao coronel Claudino da aproximação do inimigo, que fez alto perto de Guaçu-Boi na madrugada do dia 9. Os soldados pararam para descansar, e Honório Lemes avisou a Juarez Távora: até aqui havia perigo, mas daqui em diante estamos seguros”. Os legalistas, acampados a dois a três quilômetros, atacaram de surpresa às 07h00. A vitória legalista foi decisiva, e determinaria o rumo do conflito:
Os revolucionários, acossados por todos os lados, entravam em pânico. O chão estava coberto de objetos, dos mais diversos, que caíam das carroças viradas. Instrumentos de música, bombos, sanfonas, cornetas, misturavam-se às lanças, barracas e panelas. A debandada generalizava-se. Honório galopava, indiferente às balas, bradando para os seus homens: — “Estende linha, estende linha”. Um pelotão do Exército, comandado pelo tenente Manuel Aranha, sustentava o combate, para permitir que a tropa se recompusesse e iniciasse a retirada para uma posição mais vantajosa.

O grosso dos rebeldes retirou-se com Honório e Juarez em direção a Quaraí. João Alberto, Cordeiro de Farias e outros ficaram em grupos isolados, retornando por Ibirocaí para Uruguaiana, que os legalistas já estavam ocupando. Muitos rebeldes asilaram-se temporariamente na Argentina. A coluna de Honório Lemes tinha talvez apenas um quinto do efetivo inicial sobrando.

### Barro Vermelho
No mesmo dia da batalha de Guaçu-Boi, o capitão Fernando Távora sublevou o 3.º Batalhão de Engenharia (BE), em Cachoeira. O comandante foi preso e 118 homens partiram do quartel rumo ao Passo de São Lourenço, no rio Jacuí. A Brigada Militar estimou em 200 os revoltosos, incluindo adesões civis. Pequena e isolada no centro do estado, a única opção para essa força era se unir aos libertadores de Honório Lemes e Zeca Neto. Eles foram perseguidos por uma parte do próprio 3.º BE, parte do 11.º CA e a 2.ª Companhia do 1.º Batalhão de Infantaria da Brigada Militar, vinda de Santa Maria. Em 10 de novembro os revoltosos foram derrotados na fazenda de Barro Vermelho. Os remanescentes desse combate não conseguiram ligação com Zeca Neto e dispersaram-se rumo ao Uruguai, via Aceguá.

### Saicã
Em Quaraí e na serra do Caverá, a coluna de Honório Lemes foi revigorada por centenas de homens mobilizados por seus companheiros de 1923. Dali, prosseguiu ao município fracamente defendido de Rosário, onde confiscaria a cavalhada do Exército na Coudelaria Nacional de Saicã e no Posto de Remonta de São Simão.
A Coudelaria, defendida por 90 homens do 12.º RCI, foi atacada em 13 de novembro. O comandante do destacamento recebeu um ultimato de rendição, assinado por Juarez Távora: “o general Honorio Lemes da Silva, à frente de 1.200 homens, acaba de sitiar completamente as forças de vosso comando”. 100 homens do 15.º CA, de Rosário, vieram em seu resgate, mas foram derrotados numa armadilha. 80 homens que defendiam a ponte sobre o rio Santa Maria foram rendidos. No dia 14 os defensores de Saicã entregaram todos os seus recursos. Honório Lemes prosseguiu a Cacequi no dia 16, cortando as comunicações telegráficas e invadindo o Posto de Remonta, que tinha apenas 60 defensores.
O ataque a Saicã motivou uma nota de protesto do ministro da Guerra, o marechal Setembrino de Carvalho, acusando Honório Lemes de quebrar o Acordo de Pedras Altas.

### Cerro da Conceição
A coluna foi na direção de São Gabriel e parou no banhado Inhatium em 17 de novembro. No mesmo município estava a coluna legalista de perseguição, comandada pelo tenente-coronel Augusto Januário Corrêa e composta do 15.º CA e do 2.º RC da Brigada Militar, oriundo de Livramento. Para armar uma emboscada, Honório Lemes retrocedeu ao cerro do Caverá, terreno muito familiar, repleto de serros cobertos de mata e boqueirões.
A coluna legalista seguiu com um esquadrão do 15.º CA na vanguarda. Seu movimento despreocupado culminou numa emboscada em 23 de novembro, na localidade de cerro da Conceição. Os rebeldes esperaram passar a vanguarda e atacaram o 2.º RC. Apesar de sua vantagem de surpresa, Honório Lemes foi contra-atacado e abandonou suas posições. Este combate foi talvez o mais violento do conflito, deixando dezenas de mortos e feridos. Honório perdeu velhos companheiros, e o tenente-coronel Corrêa teve a perna amputada. A coluna de Honório consumiu grande parte de sua munição, inviabilizando um ataque a Livramento. Juarez Távora, desencantado com a direção do movimento, foi ao Uruguai, de onde retornaria a Foz do Iguaçu.
O esforço legalista foi reorganizado no dia 23. O novo destacamento, composto do 2.º RC e 1.º e 15.º CAs, seria comandado pelo tenente-coronel Emílio Lúcio Esteves. Inicialmente ele foi ocupado reparando a linha férrea entre Livramento e Rosário.

### Rio Camaquã
Após o cerro da Conceição, Honório Lemes passou por Rosário, onde mandou um destacamento tomar mercadorias e dinheiro em 26 de junho. O inquérito policial sobre o movimento também menciona outras “correrias” em São Gabriel e São Vicente. Seu próximo objetivo estava em Caçapava e Lavras, onde esperava se unir aos revoltosos do 3.º BE, sem saber que estavam derrotados. Sua próxima tentativa de conexão foi com o caudilho Zeca Neto, que havia atravessado a fronteira em Dom Pedrito, em data indefinida, com cerca de 40 homens e depois se refugiado ao longo do rio Camaquã, que conhecia bem.
Na perseguição a Honório Lemes, destacou-se o tenente-coronel Júlio Rafael de Aragão Bozzano, comandante do 11.º CA, advogado, jornalista, e intendente de Santa Maria. Em 5 de dezembro Honório enfim se uniu com Zeca Neto às margens do rio Camaquã, ao sul de Caçapava, mas foi derrotado na região do Passo do Velhaco. A perseguição continuou até os combates no Passo das Carretas, no dia 8, e Passo do Camaquã, deixando os rebeldes sem mais condições de combater. Os rebeldes passaram por Candiota, a caminho do Uruguai, no dia 10, e finalmente cruzaram a fronteira entre o Passo da Mina e o serro de Aceguá, em 13 de dezembro. Esta região de fronteira era defendida pelo 10.º CA. Conforme uma nota oficial da 3.ª RM, os rebeldes ocultaram suas armas nas matas e grotas e entraram desarmados no Uruguai.

### Galpões
Paralelamente ao conflito no Rio Grande do Sul, tenentistas na Marinha sublevaram o encouraçado São Paulo em 4 de novembro. Sem apoio no restante da Esquadra, ele rumou para o sul, esperando se unir a seus companheiros de revolta gaúchos. Desconhecendo a real situação no Rio Grande do Sul, no dia 9 o navio pretendeu atracar no Porto de Rio Grande, mas as autoridades locais ignoraram todas as suas mensagens. Os oficiais do São Paulo decidiram então entregar o navio no Uruguai. Para continuar a luta, eles tentaram embarcar num navio argentino para Foz do Iguaçu, mas a pedido das autoridades brasileiras, não receberam autorização.
O tenente Ademar Siqueira e alguns marinheiros foram a Rivera, onde aguardariam seus companheiros em Montevidéu. Sem autorização dos tenentes, aceitaram a convocação do coronel Julio Barrios, que organizava no Uruguai uma nova invasão ao Rio Grande do Sul. A coluna formada tinha 200 libertadores e 25 marinheiros. Estes últimos não deixavam de perceber que entrariam no território brasileiro pela mesma rota do almirante Saldanha da Gama, ao final da Revolta da Armada em 1895.
As autoridades uruguais e brasileiras percebiam a formação da coluna. Um piquete rebelde foi repelido na fronteira, próximo a Santana do Livramento, em 26 de novembro. O coronel Barros novamente atacou essa cidade em 10 de dezembro, e no dia seguinte, foi derrotado pelo destacamento Esteves na região dos Galpões. Curta e violenta, a batalha terminou com uma perseguição no território uruguaio. A fuga foi muito pior para os marinheiros, que não estavam acostumados a cavalgar. Os provisórios de Sinhô Cunha degolaram doze prisioneiros, incluindo oito marinheiros, criando um incidente internacional e obrigando o Brasil a enviar suas desculpas formais ao Uruguai. Aldo Ribeiro, historiador da Brigada Militar, menciona que algumas das linhas de fogo dos rebeldes, durante a batalha, estavam dentro do território uruguaio.
A fronteira uruguaia permaneceu sob vigilância. Uma nova coluna revolucionária, com cerca de 300 homens, adentrou a região do rio Quaraí, derrotando um piquete de vigilância do 2.º CA em 3 de janeiro. No dia 5 esses rebeldes foram derrotados no passo do Sarandi e em seguida no passo do Potreiro, retornando ao Uruguai.

## Operações no oeste

### Ijuí

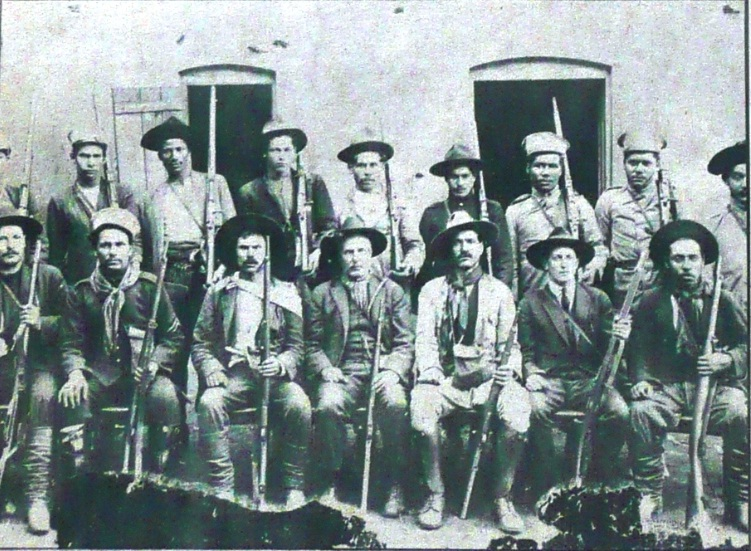
Civis e militares legalistas de Ijuí

Em 29 de outubro, Luís Carlos Prestes, a partir de Santo Ângelo, tinha como primeiro alvo Ijuí, por onde passava a ferrovia conectando sua cidade ao resto do estado. De manhã, cerca de 40 revoltosos foram rechaçados por militares e civis quando tentaram atacar a cidade, perdendo em combate seu comandante, o sargento Teodósio Boelner. Devido a esse revés, os rebeldes ficaram apenas três dias em Santo Ângelo. Prestes requisitou os automóveis da cidade e retirou todo seu efetivo para São Luiz Gonzaga, cidade sem conexão ferroviária, e portanto, mais fácil de defender.
O governo enviou reforços como o 7.º Batalhão de Caçadores (BC), de Porto Alegre, para a região missioneira. Santo Ângelo foi reocupada por legalistas de Ijuí e Santa Rosa.

### Itaqui

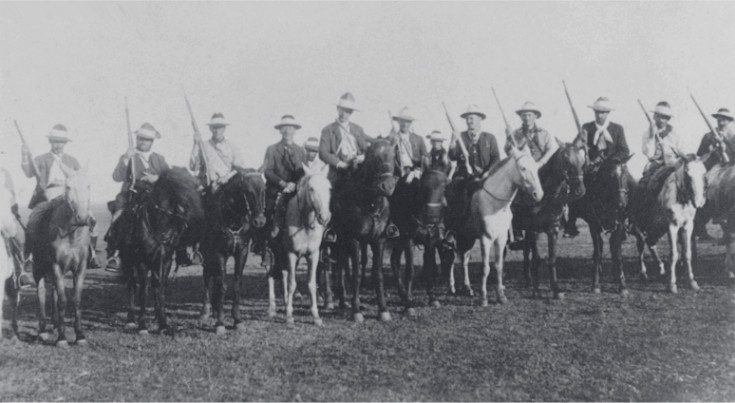
Estado-Maior de Osvaldo Aranha em Itaqui

O 1.º Grupo de Artilharia a Cavalo (GACav), sediado em Itaqui, não aderiu, separando os revoltosos de São Luiz e São Borja de seus companheiros em Uruguaiana. Consequentemente, a cidade foi visada por duas direções, desde 4 de novembro. A resistência legalista foi organizada por Osvaldo Aranha, político local do PRR, e o capitão Carneiro Pinto, contando com um corpo provisório da Brigada Militar, composto de veteranos do ano anterior, e o 1.º GACav. O ataque foi comandado por Siqueira Campos e Aníbal Benévolo.
Ambos os lados chamaram reforços. Os reforços rebeldes vindos do sul não puderam ajudar;  em Uruguaiana eles não receberam comunicação de seus companheiros, temiam um ataque legalista vindo de Alegrete e foram distraídos pelo chamado de alguns oficiais do 7.º RCI, de Livramento. Pelo norte, Siqueira Campos recebeu a 1.ª Companhia do 1.º BF, e Osvaldo Aranha, um contingente civil de Santiago e o 7.º Corpo Auxiliar (CA) da Brigada Militar.
Para bloquear os reforços legalistas, Aníbal Benévolo foi com 70 homens à estação ferroviária de Recreio e à estância Padre, onde foi derrotado e morto em combate em 12 de novembro. Os reforços prosseguiram a Itaqui, de onde os legalistas iniciaram uma contraofensiva, alcançando clara vantagem no dia 13. Ameaçado de envolvimento, Siqueira Campos rumou na direção de Uruguaiana, encontrando as passagens sobre o rio Ibicuí bloqueadas. Com 200 homens, ele escapou para a Argentina, enquanto a companhia do 1.º BF conseguiu recuar para São Borja.

### Cerco de São Luiz Gonzaga

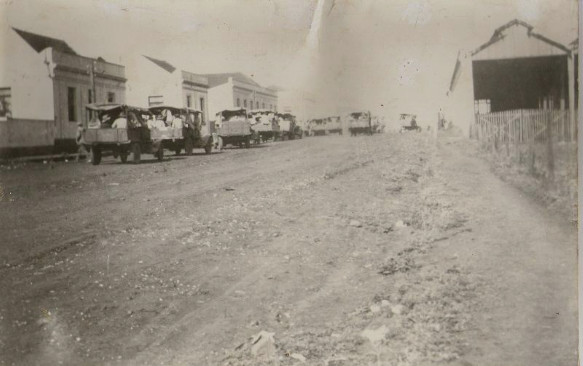
Retirada dos rebeldes de Santo Ângelo para São Luiz

As unidades que haviam atacado Itaqui e as novas adesões acorreram a São Luiz Gonzaga. Desde a morte do oficial mais antigo, Aníbal Benévolo, a chefia formal estava vaga. Uma carta de Isidoro Dias Lopes, datada de 14 de novembro e entregue pelo general João Francisco, nomeou Prestes ao comando da “1.ª Brigada da Divisão do Centro”, quando ainda estava em São Borja. Ele foi comissionado no posto de coronel, título importante para reforçar sua autoridade junto aos libertadores.
Ali resistiam 1.500 militares e civis, com apenas 700 fuzis. Os demais contavam só com um revólver e a munição nos cinturões. A tropa era heterogênea, mal estruturada e vivia sem o soldo. A unidade melhor armada era o 3.º RCI, com um fuzil para cada homem, mas Prestes confiava mais no seu 1.º BF, de cujo treinamento havia tratado pessoalmente, e cujos soldados confiavam nele. Isidoro prometera um carregamento de armas pela Argentina, mas um novo emissário do Paraná avisou que elas não chegariam devido à pressão diplomática do governo brasileiro.
Os defensores de São Luiz distribuíam-se num raio de 90 quilômetros ao redor da cidade, em posições na ponte sobre o rio Piratini, na direção de Santiago, e em ambas as margens desse rio; nas passagens do rio Ijuí e passo do Guerreiro, na direção de Ijuí; e nas passagens do rio Ijuizinho e estrada do Cadeado, na direção de Cruz Alta. Vitoriosos no sul, os legalistas transferiram algumas unidades dali para a região missioneira. O governo preparava um sítio de sete colunas ao redor de São Luiz, das direções de Santiago, São Borja, São Nicolau, Serro Azul, Santo Ângelo, Cruz Alta e Tupanciretã. Este “anel de ferro” tinha até 14 mil homens; na estimativa de Prestes, seriam mais de 10 mil.
No final de novembro, os rebeldes foram informados da concentração legalista em Tupanciretã, a sudeste de São Luiz, com posição estratégica na ferrovia. Interessado em apreender armas e munição, Prestes liderou um ataque a essa cidade em 2 de dezembro. Com 800 homens, os atacantes estavam em inferioridade de números e poder de fogo aos legalistas, que tinham dois batalhões do Exército, dois Corpos Auxiliares e podiam facilmente chamar reforços. As sete horas de combate terminaram com um recuo de volta a São Luiz.

### Fuga do “anel de ferro”

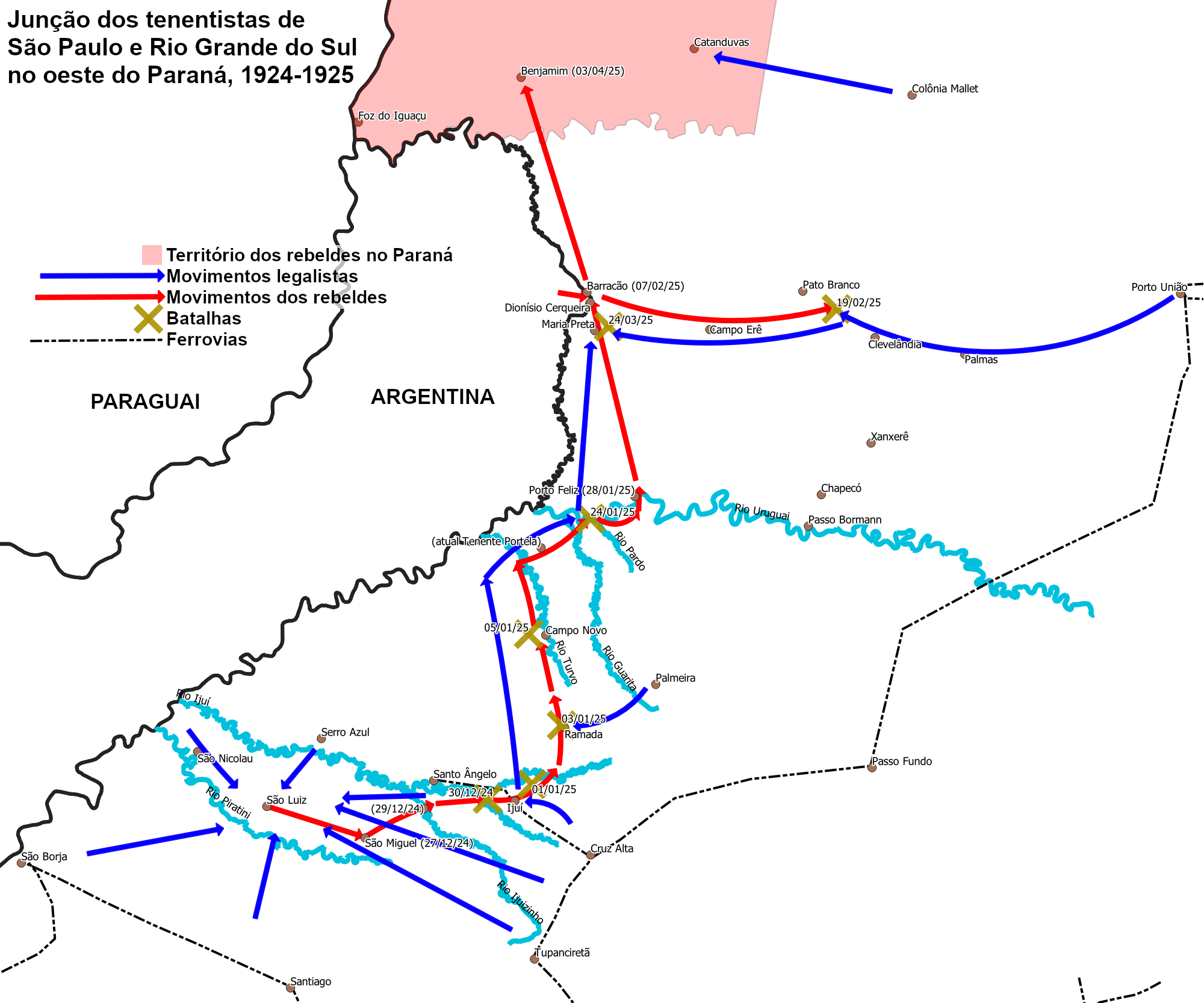
Deslocamentos de São Luiz até o Paraná

O governo queria travar um combate decisivo e expulsar para a Argentina os sobreviventes. Em 30 de dezembro jornal portenho La Nación especulou das três alternativas restantes para os revolucionários: “passar o rio Uruguai [...], tratar de abrir caminho para o norte, [...], ou então combater pela honra das armas, sem esperança plausível de vitória [...]. Em qualquer dos três casos, isso significaria fatalmente a morte da revolução no território rio-grandense”. Desde o mês anterior, Isidoro já recomendava a segunda opção, chamando os revoltosos gaúchos para se juntarem a ele no Paraná.
Os legalistas pretendiam apertar o cerco em 30 de dezembro. O 1.º RC da Brigada Militar, vanguarda do destacamento de Tupanciretã, já se deslocava rumo a São Luiz desde o dia 24, travando algumas escaramuças no caminho. Prestes abandonou a cidade no dia 27 e abriu caminho para o norte. Aproveitando a falta de guardas de flanco nos destacamentos legalistas, dividiu sua força em grupos menores para esgueirá-la entre as colunas inimigas. Era preciso evitar o gasto desnecessário de munição. Ainda assim, sua coluna teve que enfrentar fortes contingentes de provisórios no caminho. Ela estava dividida em três destacamentos mistos de militares e civis: o 1.º, comandado pelo tenente Portela Fagundes, era organizado ao redor do 1.º BF. O 2.º, do tenente João Alberto, ao redor do 2.º RCI, e o 3.º, do tenente Siqueira Campos, ao redor do 3.º RCI.
Quando os legalistas ocuparam São Luiz Gonzaga, a cidade estava vazia. Passando por São Miguel, a 29 de dezembro os rebeldes cruzaram o rio Ijuizinho, e no dia seguinte encontraram o 3.º esquadrão do 11.º CA no Passo da Cruz, próximo a Ijuí. Os rebeldes forçaram a passagem sobre o arroio da Conceição. A Brigada Militar enviou o coronel Claudino Nunes Pereira com reforços, mas em 1.º de janeiro o destacamento de Siqueira Campos forçou uma brecha pelo qual toda a coluna atravessou o rio Ijuí. O destacamento João Alberto serviu de retaguarda. A morte numa emboscada do tenente-coronel Bozzano, comandante do 11.º CA, abalou o discurso oficial de que a revolta estava quase pacificada.
De Ijuí, a coluna prosseguiu na direção de Palmeira. Na mesma direção, o tenente-coronel Esteves acabava de assumir mais um destacamento legalista, com 1.600 homens. Em 3 de janeiro os oponentes chocaram-se em Ramada, num dos combates mais sangrentos do conflito. A batalha durou das 08h00 da manhã até as últimas horas da tarde. Os legalistas empregaram a artilharia, mas seu efeito foi mais moral do que material. Seu objetivo era bloquear os rebeldes ou redirecioná-los para o sul. A coluna de Prestes conseguiu passar, mas pagou um custo pesado: aproximadamente 50 mortos e 100 feridos.

### A divisa catarinense
De Ramada, Prestes mudou a direção e tomou sua coluna na direção de Campo Novo, onde derrotou um grupo de legalistas em 5 de janeiro. De lá, entrou com sua coluna na picada a caminho da Colônia Militar do Alto Uruguai, rumando à divisa catarinense. A coluna escapava do cerco, consolidando a imagem de Prestes entre os revolucionários. O melhor caminho do Rio Grande do Sul ao Paraná era pelo Passo Bormann, Chapecó e Xanxerê, mas um batalhão patriótico bloqueava essa passagem. Os rebeldes seguiram por outro caminho a Porto Feliz, no extremo oeste de Santa Catarina, atravessando afluentes do rio Uruguai (Turvo, Guarita e Pardo).
Ambos os lados enfrentaram condições precárias e uma natureza hostil. A região era pouco povoada, e a chuva forte enlameava as trilhas inóspitas. Faltavam barracas de campanha e a comida era consumida com parcimônia. A floresta não oferecia pasto aos cavalos. Acostumados à vida montada, os civis gaúchos desanimaram-se com a perspectiva de lutar a pé, abrindo caminho a facão pelas matas. Tampouco interessaram-se por combater longe de sua terra natal, pois seu objetivo político era estadual. Consequentemente, os chefes gaúchos emigraram com centenas de homens, levando consigo suas armas e animais e abatendo a moral dos oficiais do Exército.
A perseguição legalista era conduzida pelo Grupo de Destacamentos do coronel Atalibio Rezende. Um desses destacamentos era o do coronel Pereira, cuja vanguarda, o 6.º CA, alcançou os rebeldes em 24 ou 27 de janeiro, durante a passagem do rio Pardo. Os legalistas registraram ter inflingindo grandes baixas num ataque surpresa, matando inclusive o tenente Portela, cujo destacamento cobria a retaguarda. João Alberto Lins de Barros acrescenta que Portela, como era costume, aguardava até o último de seus comandados passar. Sua morte foi “uma das perdas que ele [Prestes] mais sentiu”. Seus companheiros que já haviam ultrapassado o rio pouco puderam fazer.
A marcha a Santa Catarina durou até 28 de janeiro. Em 1–2 de fevereiro, os últimos elementos da retaguarda deixavam Porto Feliz, em território catarinense. A Brigada Militar manteve uma presença na margem esquerda do rio Uruguai, vigiando um possível retorno dos rebeldes.

## Junção com a Campanha do Paraná

### Operações no Contestado
Até sua junção com os remanescentes da Revolta Paulista, a coluna de Prestes esteve 45 dias na região do Contestado, no oeste de Paraná e Santa Catarina, onde operou como guerrilha. A deserção ainda era um problema, notavelmente do comandante do 3.º Destacamento, o tenente Gay. Por outro lado, um coronel regional, Fidêncio de Melo, aderiu aos rebeldes, ocupando a cidade fronteiriça de Dionísio Cerqueira em 2 de fevereiro. No dia 7 Prestes alcançou Barracão, no Paraná, cidade vizinha a Dionísio Cerqueira. O território revolucionário no Paraná, sob ataque do general Rondon, estava mais a norte, além do rio Iguaçu. Prestes permaneceria neste ponto por mais de um mês. Ele entrou em contato com Isidoro, relatando ter 800 homens, dos quais menos de 50 armados, e solicitando armas e munição. Esse pedido não pôde ser atendido, pois a situação logística de Isidoro também era precária. No Rio de Janeiro, O Paiz repetidamente alardeava a derrota dos rebeldes, mas os legalistas nunca conseguiam uma vitória decisiva.
Prestes queria aliviar a pressão legalista no Paraná, enquanto Rondon percebeu que sua retaguarda em Santa Catarina estava pouco vigiada. Consequentemente, o comando legalista criou o Destacamento Palmas e desembarcou em Porto União quatro Corpos Auxiliares que seguiam na Estrada de Ferro São Paulo-Rio Grande rumo ao Paraná. Estas unidades, comandadas pelo coronel Firmino Paim Filho, derrotaram uma ofensiva rebelde contra Clevelândia, em 19 de fevereiro. O coronel Claudino Nunes Pereira trouxe reforços do Rio Grande do Sul no mês seguinte. Estas duas colunas legalistas tiveram um incidente de fogo amigo no vilarejo de Maria Preta, a caminho de Barracão, em 24 de março. A essa hora Prestes já saía de Barracão, finalmente se juntado aos paulistas em 3 de abril, na localidade de Benjamin, entre Catanduvas e Foz do Iguaçu.

### Formação da Divisão Revolucionária
A junção ocorreu tarde demais para evitar a derrota dos rebeldes em Catanduvas. Os remanescentes batiam em retirada para o rio Paraná. Os revolucionários que ainda queriam lutar organizaram-se em uma só formação, a 1.ª Divisão Revolucionária. Comandada pelo paulista Miguel Costa, dividia-se em duas colunas, uma paulista, sob Juarez Távora, e outra gaúcha, sob Prestes. Esta divisão percorreu o interior do país, dando continuidade à luta tenentista até 1927.
Esta divisão é referida na historiografia como “Coluna Miguel Costa-Prestes”, ou, mais comumente, como “Coluna Prestes”; uma corrente minoritária usa “Coluna Miguel Costa”. Formalmente, Miguel Costa era o comandante. Prestes não foi mais do que chefe do Estado Maior, mas exercia uma liderança informal. A expressão “Coluna Prestes” já existia desde antes de abril de 1925, referindo-se isoladamente à coluna gaúcha da parte de seus inimigos.
Não há consenso para o marco temporal dessa Coluna. Seu início, dependendo da fonte, é situado no início do movimento em São Paulo, no início em Santo Ângelo, na reorganização em São Luiz Gonzaga ou na junção com os paulistas, no Paraná. Não havia, desde o início, a ideia de marchar ao Paraná, e muito menos a guerra de movimento característica da Coluna. Ela não nasceu de um planejamento prévio, mas adquiriu suas características próprias como reação à sua inferioridade em números e armamento. Contra a guerra de posição, tradicional no Exército, Prestes defendia a guerra de movimento, que já havia sido usada antes no interior de São Paulo e era característica também da “guerra à gaúcha”. Este procedimento foi posto em prática a partir da fuga de São Luiz Gonzaga.

## Legado regional

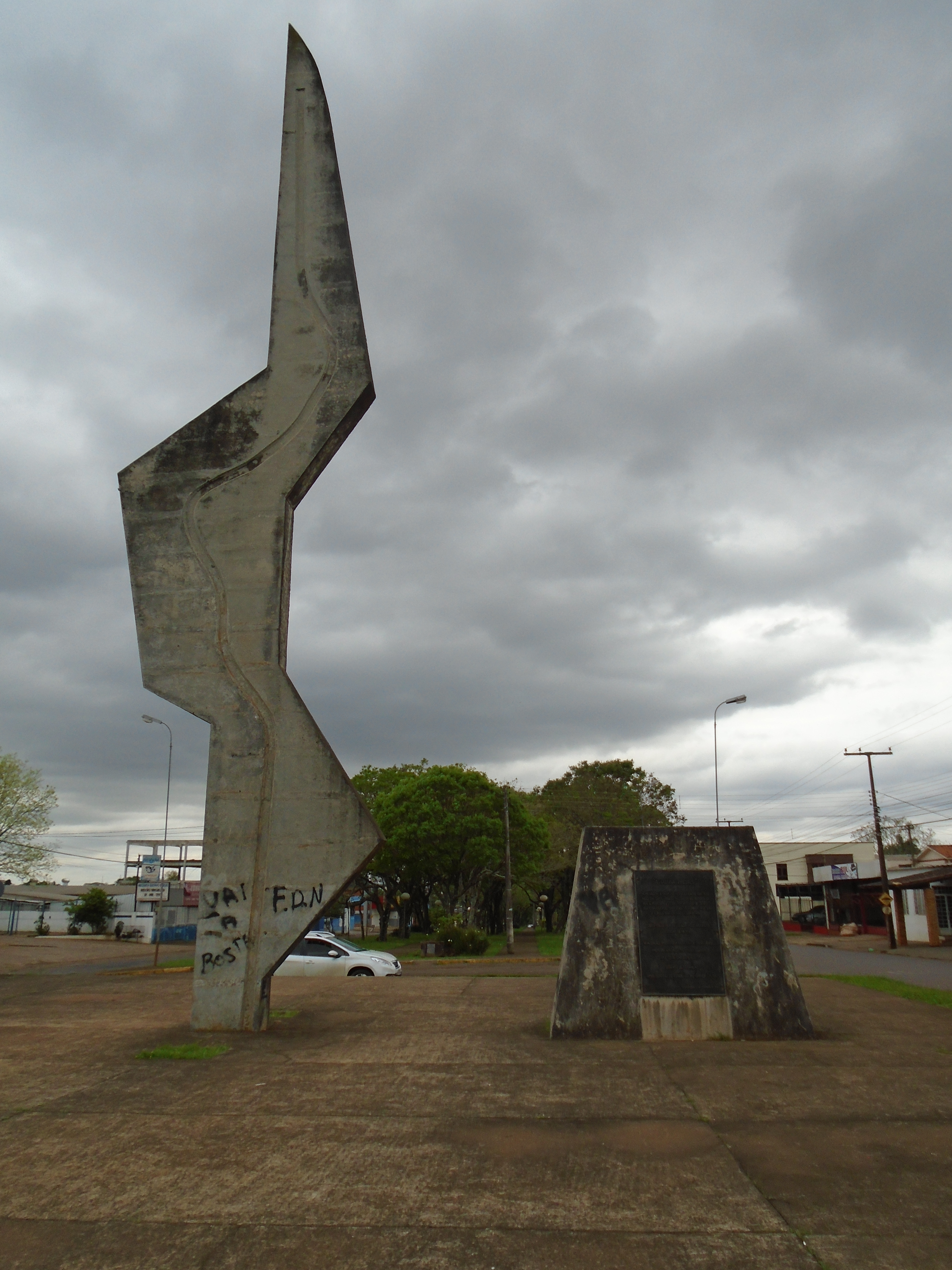
Monumento à Coluna Prestes em Santo Ângelo

O conflito deixou um grande número de civis libertadores e militares do Exército, Marinha e Força Pública de São Paulo no exílio na Argentina e Uruguai. Coordenados pelo general Isidoro, eles mantinham-se em contato e planejavam novas revoltas nos quartéis e incursões fronteiriças. A primeira foi em setembro de 1925, com uma invasão fronteiriça por Honório Lemes; os elementos militares comprometidos não se sublevaram, e o comandante civil rendeu-se a Osvaldo Aranha e Flores da Cunha. Um movimento mais amplo começou no final de 1926, a “Coluna Relâmpago”. Os novos levantes foram tanto civis e militares, conflagrando Santa Maria, no Rio Grande do Sul, e incluindo também uma incursão fronteiriça em Santa Catarina. Os rebeldes foram novamente derrotados. A questão dos exilados levou a um acordo com o Uruguai, vigente a partir de 1927, para internar os oficiais responsáveis pelas revoltas em locais distantes da fronteira.
A aliança com o tenentismo deu prestígio e projeção nacional aos oposicionistas gaúchos, ao custo de novas dissidências em suas fileiras e do distanciamento de líderes políticos de suas bases locais. Isto só foi remediado quando os oposicionistas reconciliaram-se com Getúlio Vargas, político do PRR de São Borja, apoiando sua candidatura presidencial em 1930. Ironicamente, Vargas, cuja família havia sido legalista nos anos anteriores, associou-se aos tenentistas para chegar ao poder na Revolução de 1930.
Em São Luiz Gonzaga, a revolta deixou um saldo de prejuízos sociais e econômicos. Não houve, porém, o derramamento de sangue esperado pela comunidade, que homenageou esse fato com uma gruta para Nossa Senhora de Lourdes, inaugurada em 1926. O conflito teve pouca influência na memória histórica e patrimônio cultural da região das Missões até a década de 1980, quando este passado foi resgatado. Santo Ângelo foi a cidade que mais rememorou a Coluna Prestes e usou essa história na promoção do turismo. O prédio da antiga estação ferroviária, desativada em 1969, tornou-se o Memorial Coluna Prestes em 1996. Mais a norte, o período é rememorado no nome do município de Tenente Portela e num monumento no local de sua morte, no atual município de Pinheirinho do Vale.

### Citações
1. ↑  CPDOC FGV 2015, MEDEIROS, Borges de, p. 16.
2. ↑  Vitor 2021, p. 59-62.
3. ↑  Forno 2017, p. 162.
4. ↑  Ferreira 1993, p. 21.
5. ↑  CPDOC FGV 2015, MEDEIROS, Borges de, p. 19.
6. 1 2  Vitor 2021, p. 93.
7. ↑  Bento & Giorgis 1995, p. 209-210.
8. ↑  Muxfeldt & Giorgis 2022, p. 274-275.
9. 1 2  Forno 2017, p. 160-163.
10. ↑  Vitor 2021, p. 64.
11. 1 2 3  Muxfeldt & Giorgis 2022, p. 291-292.
12. ↑  Aragão 2021, p. 130-131.
13. 1 2  CPDOC FGV 2015, MEDEIROS, Borges de, p. 20.
14. 1 2  Forno 2017, p. 169-170.
15. 1 2  Forno 2017, p. 166.
16. ↑  Vitor 2021, p. 125-126, 152, 430.
17. ↑  Aragão 2021, p. 52-53.
18. ↑  Vitor 2021, p. 94.
19. ↑  Vitor 2021, p. 430, 435.
20. 1 2  Muxfeldt & Giorgis 2022, p. 292.
21. 1 2 3  Alves 2014, p. 20.
22. ↑  Aragão 2011, p. 175.
23. ↑  Aragão 2021, p. 160-162.
24. ↑  Aragão 2021, p. 160.
25. ↑  Forno 2017, p. 164.
26. ↑  Ribeiro 1953, p. 223-224.
27. 1 2  Karnikowski 2010, p. 452.
28. ↑  Forno 2017, p. 163-165.
29. ↑  Cascardo 2005, p. 385.
30. ↑  Vitor 2021, p. 93-95.
31. ↑  Castro 2016, p. 73-74.
32. ↑  Cascardo 2005, p. 385-387.
33. ↑  Vitor 2021, p. 94-96.
34. 1 2 3 4 5  Doria 2016, cap. 22.
35. ↑  Savian 2023, p. 139.
36. ↑  Cascardo 2005, p. 403.
37. ↑  Silva 1971, p. 45.
38. ↑  Meirelles 2002, p. 246.
39. ↑  Aragão 2021, p. 165-166.
40. ↑  Vitor 2021, p. 95-96.
41. 1 2  Castro 2016, p. 12.
42. 1 2 3  Savian 2023, p. 157.
43. ↑  Vitor 2021, p. 111-113, 117.
44. ↑  Vitor 2021, p. 173.
45. ↑  Vitor 2021, p. 96.
46. ↑  Vitor 2021, p. 138-139.
47. ↑  Vitor 2021, p. 121-122, 126.
48. 1 2  Caggiani 1997, p. 23.
49. 1 2 3  Vitor 2021, p. 134.
50. ↑  Vitor 2021, p. 132.
51. ↑  Caggiani 1997, p. 23-24.
52. ↑  Bento & Giorgis 1995, p. 222.
53. ↑  Ribeiro 1953, p. 291.
54. ↑  Vitor 2021, p. 121.
55. 1 2  Vitor 2021, p. 124.
56. ↑  Vitor 2021, p. 127, 435.
57. ↑  Vitor 2021, p. 125.
58. ↑  Vitor 2021, p. 128-129, 433.
59. 1 2  Muxfeldt & Giorgis 2022, p. 293.
60. 1 2 3  Silva 1971, p. 48-49.
61. ↑  Aragão 2021, p. 168-170.
62. ↑  Meirelles 2002, p. 326.
63. ↑  Silva 1971, p. 49.
64. ↑  Aragão 2021, p. 167.
65. ↑  Meirelles 2002, p. 448.
66. 1 2 3  Meirelles 2002, p. 273.
67. 1 2 3 4 5  Muxfeldt & Giorgis 2022, p. 295.
68. ↑  Meirelles 2002, p. 266, 284.
69. 1 2 3 4 5 6  Carneiro 1965, p. 290.
70. 1 2 3 4 5  Muxfeldt & Giorgis 2022, p. 297.
71. 1 2 3  Silva 1971, p. 51.
72. ↑  Aragão 2021, p. 171-172.
73. 1 2  Carneiro 1965, p. 291.
74. ↑  Aragão 2021, p. 168.
75. ↑  Vitor 2021, p. 120-121.
76. ↑  Muxfeldt & Giorgis 2022, p. 294-295.
77. 1 2  Savian 2023, p. 158.
78. 1 2  Meirelles 2002, p. 300-301.
79. 1 2  Cascardo 2005, p. 755.
80. ↑  Ribeiro 1953, p. 311.
81. ↑  Meirelles 2002, p. 265.
82. 1 2 3 4  Vitor 2021, p. 130.
83. ↑  Karnikowski 2010, p. 125-126.
84. 1 2  Teixeira 2018, p. 91-93.
85. ↑  Vitor 2021, p. 118-120.
86. 1 2  CPDOC FGV 2015, CAMPOS, Siqueira, p. 8-9.
87. 1 2  Vitor 2021, p. 135.
88. 1 2 3 4  Bento & Giorgis 1995, p. 224.
89. ↑  Ribeiro 1953, p. 351.
90. ↑  Silva 1971, p. 46-47.
91. ↑  CPDOC FGV 2015, ALBERTO, João, p. 2.
92. 1 2  Bento & Giorgis 1995, p. 223.
93. ↑  Silva 1971, p. 47.
94. 1 2  Muxfeldt & Giorgis 2022, p. 294.
95. ↑  Silva 1971, p. 47-48.
96. ↑  Donato 1987, p. 202.
97. ↑  Ribeiro 1953, p. 295.
98. 1 2 3 4  Silva 1971, p. 50.
99. 1 2  Vitor 2021, p. 130-131.
100. 1 2  Ribeiro 1953, p. 296.
101. ↑  Savian 2023, p. 159.
102. 1 2  Ribeiro 1953, p. 298-302.
103. 1 2 3 4 5  Bento & Giorgis 1995, p. 225.
104. 1 2 3  Vitor 2021, p. 131.
105. ↑  Ribeiro 1953, p. 304-305.
106. ↑  Ribeiro 1953, p. 305-307.
107. 1 2  Ribeiro 1953, p. 311-316.
108. ↑  Meirelles 2002, p. 284.
109. ↑  Muxfeldt & Giorgis 2022, p. 297-298.
110. ↑  Ribeiro 1953, p. 337.
111. ↑  Caggiani 1997, p. 26.
112. 1 2 3 4 5  Muxfeldt & Giorgis 2022, p. 298.
113. 1 2  Ribeiro 1953, p. 334.
114. ↑  Ribeiro 1953, p. 294.
115. ↑  Meirelles 2002, p. 271-275.
116. ↑  Meirelles 2002, p. 298.
117. ↑  Meirelles 2002, p. 299.
118. ↑  Cascardo 2005, p. 763.
119. ↑  Caggiani 1997, p. 26-27.
120. ↑  Ribeiro 1953, p. 337-342.
121. ↑  Meirelles 2002, p. 299-300.
122. ↑  Ribeiro 1953, p. 363-364.
123. 1 2  Vitor 2021, p. 112-115.
124. 1 2 3  CPDOC FGV 2015, ARANHA, Oswaldo, p. 5.
125. 1 2  Vitor 2021, p. 133.
126. 1 2 3 4  Savian 2023, p. 160.
127. 1 2  Donato 1987, p. 324.
128. 1 2  Ribeiro 1953, p. 303.
129. 1 2  Aragão 2021, p. 175.
130. ↑  Cascardo 2005, p. 756-757.
131. ↑  Meirelles 2002, p. 295-297.
132. ↑  Doria 2016, cap. 13.
133. ↑  Meirelles 2002, p. 302-304.
134. ↑  Meirelles 2002, p. 303.
135. ↑  Ribeiro 1953, p. 347.
136. 1 2 3  Aragão 2021, p. 177.
137. ↑  Vitor 2021, p. 143-144.
138. 1 2 3 4 5  Muxfeldt & Giorgis 2022, p. 299.
139. ↑  Silva 1971, p. 69.
140. 1 2  Vitor 2021, p. 143.
141. ↑  Teixeira 2018, p. 98.
142. ↑  Meirelles 2002, p. 296-297.
143. ↑  Ribeiro 1953, p. 346.
144. ↑  Meirelles 2002, p. 305-306.
145. 1 2  Bento & Giorgis 1995, p. 226.
146. ↑  Teixeira 2018, p. 99.
147. 1 2 3 4  Silva 1971, p. 68.
148. ↑  Ribeiro 1953, p. 348-349.
149. ↑  Vitor 2021, p. 147-148.
150. 1 2  Vitor 2021, p. 148-149.
151. ↑  Ribeiro 1953, p. 359-360.
152. ↑  Teixeira 2018, p. 100.
153. ↑  Savian 2023, p. 183.
154. 1 2  Vitor 2021, p. 149.
155. 1 2  Teixeira 2018, p. 101.
156. ↑  Heller 2006, p. 121-122.
157. ↑  Savian 2023, p. 184.
158. ↑  Meirelles 2002, p. 325-326.
159. ↑  Aragão 2021, p. 179-180.
160. ↑  Ribeiro 1953, p. 364-368.
161. 1 2  Vitor 2021, p. 150.
162. ↑  «História Completa de Mondaí». Prefeitura de Mondaí. Consultado em 25 de julho de 2023
163. ↑  Ribeiro 1953, p. 371.
164. ↑  Vitor 2021, p. 152-153.
165. ↑  Meirelles 2002, p. 344.
166. ↑  Savian 2023, p. 184-185.
167. ↑  Teixeira 2018, p. 101-102.
168. ↑  Savian 2023, p. 185-189.
169. ↑  Savian 2023, p. 228-233.
170. ↑  Silva 1971, p. 73.
171. ↑  Castro 2016, p. 60, 151.
172. ↑  Cunha 2013.
173. 1 2  Gaudêncio 2021, p. 110-113.
174. ↑  Vitor 2021, p. 148.
175. ↑  Cunha 2013, p. 5.
176. ↑  Vitor 2021, p. 431.
177. ↑  Bento & Giorgis 1995, p. 228.
178. ↑  Aragão 2021, p. 183.
179. ↑  Gaudêncio 2021, p. 108.
180. ↑  Vitor 2021, p. 137.
181. ↑  Aragão 2021, p. 217-232.
182. ↑  Forno 2017, p. 170.
183. ↑  Bento & Giorgis 1995, p. 229.
184. ↑  Vitor 2021, p. 143-145.
185. ↑  Vitor 2021, p. 424-432.
186. ↑  Vitor 2021, p. 354.